# Gotzon Martín
Gotzon Martín Sanz (Orozko, 15 februari 1996) is een Spaanse wielrenner die vanaf 2021 voor Euskaltel-Euskadi uitkomt. De Bask debuteerde in 2021 in de Ronde van Spanje met een 37e plek.

## Overwinningen
2020
Bergklassement Ronde van Burgos
2023
Bergklassement Ruta del Sol

## Resultaten in voornaamste wedstrijden
| Jaar | Ronde van Italië | Ronde van Frankrijk | Ronde van Spanje |
| ---- | ---------------- | ------------------- | ---------------- |
| 2021 |                  |                     | 37e              |
| 2022 |                  |                     | 76e              |
| 2023 |                  |                     |                  |
| 2024 |                  |                     | 51e              |
| 2025 |                  |                     |                  |

| Jaar | Waalse Pijl | Clásica San Sebastián |  | WK op de weg |
| ---- | ----------- | --------------------- |  | ------------ |
| 2021 |             | 79e                   |  |              |
| 2022 |             |                       |  | opgave       |
| 2023 |             |                       |  |              |
| 2024 | opgave      |                       |  |              |
| 2025 |             | opgave                |  |              |

## Ploegen
- 2018 –  Fundación Euskadi
- 2019 –  Fundación Euskadi
- 2020 –  Fundación-Orbea
- 2021 –  Euskaltel-Euskadi
- 2022 –  Euskaltel-Euskadi
- 2023 –  Euskaltel-Euskadi
- 2024 –  Euskaltel-Euskadi
- 2025 –  Euskaltel-Euskadi

Angulo · Aristi · Azparren · Azurmendi · Ballarin · Bizkarra · Bou · Canal · Cuadrado · Etxeberria · Goikoetxea · Iribar · Irizar · Isasa · Iturria · Juaristi · Lobato · Martín · Maté ·  Soto · Lasa (stagiair) · Mintegui (stagiair)
E. Azparren · X. Azparren · Azurmendi · Ballarin · Berasategi · Bizkarra · Bou · Canal · Cuadrado · Etxeberria · Goikoetxea · Iribar · Isasa · Iturria · Juaristi · Lobato · López de Abetxuko · Martín · Maté ·  Soto
Aberasturi · Alustiza · Azparren · Azurmendi (tot 15/4) · Berasategi · Bizkarra · Bonillo · Bou · Cañellas · Cuadrado · de la Parte · Etxeberria · Fouché · Isasa · Iturria · Juaristi · López de Abetxuko · Martín · Maté · Mintegi · Zubeldia · Ganzabal (stagiair)